# クリーク戦争
クリーク戦争（クリークせんそう、英:Creek War、またはレッド・スティック戦争(レッド・スティックせんそう、Red Stick War)またはクリーク族内戦(クリークぞくないせん、Creek Civil War)、1813年 - 1814年）は、アメリカ合衆国南部でのクリーク族インディアンの内戦に、アメリカ軍が介入した「インディアン戦争」である。結果的にはお定まりのインディアンの強制移住と、合衆国によるインディアンからの領土略奪という民族浄化となった。
インディアンをイギリス軍が支援していたので、米英戦争の一部と考えられることがある。この戦争でアメリカ軍を勝利に導いたアンドリュー・ジャクソンが、白人社会で一躍名声を上げることになった。

## 背景
1811年12月16日から数回にわたって、ニューマドリード地震がアメリカ中西部のクリーク族の土地を襲った。この出来事の解釈は、部族毎にまた宗教毎に異なるが、一般に認められたことは、大地震に何らかの意味があったに違いないということであった。
戦いの際に赤く塗った棒を使ったので、「レッド・スティックス（赤い棒）」と呼ばれたクリーク族の戦士団が、彼らの暮らしを白人の干渉を受けない、伝統的なものに強引に戻そうとしていた。レッド・スティックスには、ウィリアム・ウェザーフォード（レッド・イーグル）、ピーター・マックィーンおよびメナワといった強力な戦士がいて、イギリス軍と同盟を結び、クリーク族の土地を浸食してくる白人や、アメリカ合衆国のインディアン部局代理人ベンジャミン・ホーキンスによって管理される「文明化」計画について、クリーク族内部の他の戦士達と激しい対立が起こっていた。クリーク族内戦が始まる前に、レッド・スティックスはその活動を酋長、長老たちには知らせないようにしていた。
1813年2月、リトル・ウォリアーたちレッド・スティックスの小部隊がデトロイトから戻る途中で、オハイオ川沿いの白人入植者2家族を虐殺した。ホーキンスはクリーク族にリトル・ウォリアーとその6人の仲間を引き渡すよう要求した。酋長達は合議の結果、襲撃者を白人連邦政府の役人に引き渡す代わりに、部族で罰すると決めた。この決定がクリーク族の内戦を起こす火種となった。
アッパータウンに住むクリーク族のレッド・スティックスが、ローワータウンに住むクリーク族の幾つかの集落を即座に征圧した。ローワータウンのクリーク族は、家畜を飼い、また紡織機を使うなど、白人の文明に同化する段階を踏んでいるところであった。レッド・スティックスは、家畜や壺、鍋、手織りの布など白人社会から来た物全てを破壊した。しかし、レッド・スティックスは見つけた銃や鋼製の刃物を押収する以上のことはしなかった。
1813年7月21日、アメリカ軍兵士の1隊がフロリダから戻る途中のピーター・マックィーン率いるレッド・スティックスの1隊を止めた時に、レッド・スティックスとアメリカ白人との最初の衝突が起こった。レッド・スティックスはペンサコーラのスペイン知事から弾薬の供給を受けて持ち帰る途中だった。この時はレッド・スティックスが一旦逃亡し、アメリカ兵は残っていた物資を押収した。その光景を見ていたレッド・スティックスが急襲をかけて報復した。バーント・コーンの戦いとして知られるようになるこの衝突で、クリーク族の内戦はアメリカ軍を巻き込むことになった。

ピーター・マックィーンはウィリアム・ウェザーフォードと共に仕返しのために、8月30日、アラバマのモービルの北にあったミムズ砦を襲った。レッド・スティックスの目標はその砦に逃げ込んでいた混血のクリーク族を襲うことであった。クリーク族の一部による制止努力にも拘わらず、虐殺が起こり、400名ないし500名が殺された。結果、アメリカ南東部一帯の入植地に恐慌が起こり、政府の干渉を求めた。
アメリカ軍はイギリス軍や北部森林地帯のショーニー族に率いられるインディアン戦争の真っ最中であったので、南部諸州は民兵を召集してこの脅威に対処することにした。

## 白人の対抗
バーント・コーンの戦いの後で、アメリカ合衆国陸軍長官ジョン・アームストロングは、第6方面軍の指揮官トマス・ピンクニー将軍に、アメリカはクリーク族に対して行動を取る用意があると伝えた。さらにスペインがクリーク族を支持していると分かったならば、ペンサコーラに対する攻撃も正当化されるとした。ジョージア州は、現在のジョージアとアラバマの州境であるチャッタフーチー川に沿って一連の砦を作り上げて、準備を開始した。この行動は辺境を守るとともに、攻撃の準備をする時間を稼ぐものであった。
ミシシッピ準州の民兵指揮官フェルディナンド・クレアボーン准将は、クリーク族領地の西部境界あたりに自軍の弱点があることを認識し、先制攻撃を掛けることを主張した。しかし、第7方面軍指揮官のトマス・フラーニー少将は、この要求を拒み続け、この地区のアメリカ軍の戦略は防御であることをクレアボーンに思い出させた。一方でその地域の入植者は小要塞への逃亡を求めた。
ミムズ砦虐殺に反応して、テネシー州議会はウィリアム・ブラウント知事が3ヶ月の従軍義務のある5,000名の民兵を組織することを承認した。ブラウントはアンドリュー・ジャクソン大佐のもとに2,500名の西テネシー部隊を召集し、「近づいてくる侵略に反撃し ... ミシシッピ準州を ... 助け解放する」と伝えた。さらにウィリアム・コック少将の下に2,500名の東テネシー部隊を召集した。ジャクソンとコックは10月初めまでは出動準備が整わなかった。
テネシー、ジョージアおよびミシシッピの動きに加えて、インディアン部局代理人ベンジャミン・ホーキンスは、ウィリアム・マッキントッシュ少佐の下に友好的なローワータウンのクリーク族を組織して、レッド・スティックスに対する作戦でジョージアとテネシーの民兵を支援することとした。
連邦インディアン部局長であり、その髪の色でホワイト・イーグルとしても知られていたリターン・J ・メイグスの呼びかけに応じて、チェロキー族は宿敵レッド・スティックスに対し、アメリカ軍に協力することを合議で決した。メイジャー・リッジの指揮で200名のチェロキー族がアンドリュー・ジャクソン指揮のテネシー民兵と共に戦った。
集落の数では、クリーク族集落の約3分の2がアッパー・クリークであった。それらの集落はアラバマ州の心臓部を流れるアラバマ川、クーザ川およびタラプーザ川沿いにあった。対照的にローワー・クリークの集落は、チャッタフーチー川沿いにあった。多くのクリーク族は白人と友好的なままであろうとしたが、ミムズ砦の事件の後は、南東部の白人は友好的なクリーク族と敵対的なクリーク族の区別ができなくなっていた。
大まかに言って、レッド・スティックスには4,000名の戦士がおり、おそらく1,000丁の銃を持っていた。彼らはたとえ近隣の相手でも大規模な戦闘を行うことは無かった。戦争の初期にコック将軍は、弓矢が「敵軍の戦時における主要な武器であり、全員が弓と1束の矢を持ち、銃による最初の攻撃から次の弾込めの間に弓矢を使っている」と報告した。
クーザ川とタラプーザ川が合流する場所にあるホーリー・グラウンドがレッド・スティックス連合の本拠地であった。そこは3つのアメリカ軍の補給点から少なくとも約150マイル (240 km)離れていた。最も容易な攻撃経路は、ジョージアから辺境に作った砦を経て、アッパー・クリークにつながるよりましな道を通ってホーリー・グラウンドに至るものだった。もう一つの経路はモービルからアラバマ川に沿って行くものだった。最も難しい経路は、これをジャクソンが進んだが、テネシーから南に山脈を越え道無き道を行くものだった。

### テネシー民兵
ジャクソンの任務はクリーク族を叩くことであったが、その大きな目的はペンサコーラまで進出することだった。ジャクソンの計画は南に移動し、道を作り、アッパー・クリークの集落を破壊し、続いてモービルまで進んでペンサコーラ攻撃に移ることだった。2つの問題があった。兵站と短い徴兵期間であった。ジャクソンが進軍を始めたとき、テネシー川の水位は低く、物資を運ぶことが難しかったので、馬の飼料が少なかった。
ジャクソンは、ファイエットビルを1813年10月7日に進発した。ハンツビルで騎兵隊と合流し、テネシー川を越えて、デポジット砦を構築した。続いてクーザ川まで行ってストローザーに前進基地を造った。11月に起こったタルシャッチーの戦いとタラデガの戦いが初めの成功であった。しかし、タラデガの後で、ジャクソンは物資の不足と兵士の短い徴兵期間からくる規律の問題に直面した。
クックとその東テネシー民兵2,500名は、10月12日に出発した。その行軍経路はテネシー州ノックスビルからチャタヌーガに至り、クーザ川にそってストローザー砦に向かうものだった。東と西のテネシー民兵隊の間にあった嫉妬のために、コックは急いでジャクソン隊に合流しようとはせず、特に11月17日に友好的なインディアンの集落を誤って襲ったことでジャクソンを怒らせた後は歩みが鈍かった。コック隊が12月12日にやっとストローザー砦に着いた時、東テネシー民兵には徴兵期間が10日間しか残っていなかった。ジャクソンには徴募兵を解雇するしか選択肢が無かった。さらに、新馬補充のためにテネシーに戻ったカフィ将軍から、騎兵隊が脱走したという知らせが来た。1813年の暮れ、ジャクソン隊は徴兵期間を1月半ばまで延長した兵士の1個連隊まで減っていた。
ブラウント知事が新たに2,500名の部隊を集めるよう命令したが、ジャクソン隊は2月終わりまで十分な戦力にならなかった。新規徴兵した900名の新兵が予想もしていなかった1814年1月14日に到着し、ジャクソンは幹部を103名と「部下に見捨てられた」カフィに減らした。
新兵は徴兵契約が60日間しか無かったので、ジャクソンは未経験ではあるがその兵士の大半を連れて行くことにした。1月17日にストローザー砦を出て、ジョージアの民兵と協力するためにエマックフォーの集落に向かった。しかし、これは危険な決断であった。それは長く険しい地形を越えて数的に勝る敵に向かうことであり、部隊の兵士は経験が無く、規律も悪く反抗的であった。さらに敗北は戦争を長引かせるだけのことであった。エマックフォーとエノタチョポ・クリークの2つの決着の着かない戦いの後で、ジャクソンはストローザー砦に戻り3月半ばまで攻撃的な姿勢には戻らなかった。
1814年2月6日に第39合衆国歩兵連隊が到着し、ジャクソン隊は訓練された兵士の中核を得て、最終的に戦力は約5,000名に脹れ上がった。ブラウント知事が2回目のテネシー州民兵の徴募を行い、コック隊は6ヶ月任務の2,000名を得て、再びノックスビルからストローザー砦に行軍した。コックの部下はジャクソンの部下が3ヶ月の任務期間しかないのを知って反乱を起こした。コックは部下を宥める努力をしていたが、ジャクソンはこれを誤解し、扇動者としてコックの逮捕を命じた。東テネシー民兵はその任務期間に関する注釈無しでストローザー砦に集合した。コックは後に無実を証明された。
ジャクソンは次の1ヶ月を道路を作り、兵士を鍛えることに費やした。3月半ば、ジャクソンはレッド・スティックスがタラプーザ川のトホペカ（ホースシュー・ベンド）に集結しているのを知って出陣した。ジャクソンは初めは南にクーザ川に沿って進み、クリーク族のいる場所までの距離の半分の地点で新しい基地ウィリアムズ砦を築いた。そこに守備隊を残し、約3,000名の部隊にチェロキー族とローワー・クリーク族同盟軍600名を加えて、トホペカに向かった。ホースシュー・ベンドの戦いは3月27日に起こり、インディアン戦士を約800名殺すなど、ジャクソン軍が決定的な勝利を奪って、レッド・スティックの反攻を弾圧終了させた。

### ジョージア民兵
ジョージア州の民兵はおそらく3万名いた。アメリカ合衆国第6方面軍は両カロライナ州とジョージア州から構成されており、おそらく2,000名の正規兵がいた。原則としてピンクニー将軍が方面指揮官であり、1813年のクリーク戦争を終わらせようと思えば攻撃部隊を送ることができた。しかし、ここでの努力は迅速さも無く、また効果的なものも無かった。
11月遅く、ジョン・フロイド将軍が950名の民兵と300ないし400名の友好的クリーク族インディアンを率いて、チャッタフーチー川を越え、ホーリー・グラウンドに向かった。11月29日、オートーズの集落を襲い、守りやすい場所にいたクリーク族を追い出した。この戦闘後、フロイド将軍が重傷を負っていたのでチャッタフーチー川まで撤退した。フロイド隊の損失は戦士11名、負傷54名であった。フロイドの見積もりでは200名のクリーク族を殺した。
1月半ば、フロイドは1,300名の民兵と400名の同盟クリーク族インディアンを率いて、ミッチェル砦を進発し、ジャクソン隊との合流を待つためにタッコーバッチー集落に向かった。1月29日、エマックフォーの7日後であるが、クリーク族がカリビー・クリークの防御を施した宿営地を襲った。ジョージア兵は攻撃を跳ね返したが、フロイドとその民兵は結果を敗北と考え、ミッチェル砦に引き返したので、進軍中に作った防衛基地の連なりを放棄することになった。フロイド隊の損失は諸説有り、17名から22名の戦死、132名から147名の負傷となった。フロイドの見積もりではレッド・スティックスの損失は戦死37名であった。これがジョージア兵の最後の攻撃となった。

### ミシシッピ民兵
10月、トマス・フラーニー将軍が、第3合衆国歩兵連隊、民兵、志願兵およびチョクトー族のインディアンからなる約1,000名の部隊をストッダート砦で作り上げた。クレアボーン将軍はアラバマ川とトムビグビー川の合流点近くのクリーク族財産を荒らすよう命令を受け、セントステファン砦から進発した。クレアボーンは破壊活動を行っただけで、戦闘を行うことは無かった。
クレアボーンはストッダート砦から北に85マイル (140 km)の地点まで進出し、クレアボーン砦を造った。12月23日、ホーリー・グラウンドで小さな敵軍に遭遇し260個の住居を焼いた。この戦闘中にウィリアム・ウェザーフォードが捕獲されそうになったが、逃げ延びることができた。ミシシッピ軍の損失は1名戦死、6名負傷であった。クリーク族は30名が戦死した。
クレアボーンは物資が不足したのでセントステファン砦まで後退した。

## 結果

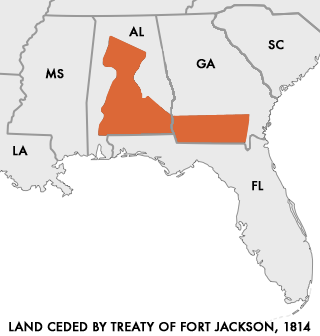
ジャクソン砦条約によってアメリカが奪ったインディアンの領土

1814年8月9日、アンドリュー・ジャクソンはクリーク族にジャクソン砦条約への調印を強制した。ジャクソンに協力して戦ったクリーク族の酋長たちは抗議したが、結果はアラバマ州の半分とジョージア州の南部にあたるクリーク族の土地93,000km2 をアメリカ合衆国政府に割譲させられることになった。クリーク戦争はクリーク族間の内戦でもあったが、ジャクソンは協力したクリーク族も反攻したレッド・スティックスも区別せず、両方から土地を奪った。割譲された土地のうち、7,700 km2は戦争中アメリカ軍に協力したチェロキー族が要求した。
レッド・スティックスの反乱を弾圧沈下し、どさくさにまぎれてクリーク族の領土をごっそり奪ったジャクソンは、メキシコ湾岸に力を集めることができた。ジャクソン自身の発案でスペイン領フロリダに侵略し、ペンサコーラからイギリス軍を追い出した。続いて1815年1月8日、ニューオーリンズの戦いでイギリス軍を破った。ジャクソンはレッド・スティックスが逃げ込んでいたフロリダに再び侵攻して、第一次セミノール戦争を起こした。
インディアンに対する虐殺と領土強奪というこれらの「勝利」の結果として、ジャクソンは白人の間で国民的英雄となり、1829年に第7代アメリカ合衆国大統領に登り詰めた。アメリカ大統領となったジャクソンは「インディアンは白人と共生できない劣等民族である」とアメリカ合衆国議会で演説し、南東部のインディアンをミシシッピ川を越えて西部に移住させる、インディアン移住法を成立させ、大量虐殺と民族浄化を主導した。